# Rendi Irwan
Rendi Irwan Saputra (sinh ngày 26 tháng 4 năm 1987) là một cầu thủ bóng đá người Indonesia thi đấu cho Persija Jakarta ở vị trí tiền vệ. Anh họ của anh, Uston Nawawi, cũng là một cầu thủ bóng đá.

## Sự nghiệp câu lạc bộ
Ngày 1 tháng 12 năm 2014, anh ký hợp đồng với Persija Jakarta.

## Sự nghiệp quốc tế
Anh có màn ra mắt cho Indonesia ở Vòng loại giải vô địch bóng đá thế giới 2014 trước Bahrain ngày 29 tháng 2 năm 2012.

## Danh hiệu

### Câu lạc bộ
Persebaya Surabaya
Vô địch
- Liga 2: 2017